# Begraafplaats Bruchterweg
Begraafplaats Bruchterweg is een gemeentelijke begraafplaats aan de Bruchterweg in Hardenberg in de Nederlandse provincie Overijssel.
De begraafplaats heeft een middenpad met bomen dat leidt naar het baarhuisje. Direct links achter het toegangshek staat een monument van hoop met daarop de tekst:

Ik ben de opstanding en het leven, die in Mij gelooft zal leven, al ware hij ook gestorven
— Joh. 11 vers 25
1 dec. 1922